# Saturation (album)
Pour les articles homonymes, voir Saturation.
Albums de Brockhampton
All-American Trash
(2016) Saturation II
(2017)
Singles
1. Face
Sortie : 6 mai 2017
2. Heat
Sortie : 16 mai 2017
3. Gold
Sortie : 23 mai 2017
4. Star
Sortie : 30 mai 2017

Saturation, stylisé SATURATION, est le premier album studio de Brockhampton, sorti le 9 juin 2017 sur les labels Brockhampton et Empire.

## Réception
Saturation est bien accueilli par la presse. Le site web Sputnikmusic donne un 4/5 et avance que l'album est « une mosaïque soigneusement construite de références à la culture pop, de rimes antagonistes et d’une alchimie entre les membres du "boy band" qui ne peut être sous-estimée ». Matthew Strauss de Pitchfork se montre plus sévère : « Les chansons chancellent dans le son et la substance : de la trap à l'acoustique, des déclarations d'individualité sans entrave aux ballades personnelles ».

## Liste des titres
| No  | Titre  | Auteur                                                                                  | Producteur(s)                           | Durée |
| --- | ------ | --------------------------------------------------------------------------------------- | --------------------------------------- | ----- |
| 1.  | Heat   | Ameer Vann, William Wood, Dominique Simpson, Russell Boring, Matt Champion, Ian Simpson | Romil Hemnani                           | 4:32  |
| 2.  | Gold   | I. Simpson, Vann, Wood, Champion, D. Simpson, Boring                                    | Q3 (Jabari Manwa, Kiko Merley), Hemnani | 4:26  |
| 3.  | Star   | I. Simpson, Vann, D. Simpson                                                            | Manwa                                   | 2:41  |
| 4.  | Boys   | I. Simpson, Vann, Wood, D. Simpson, Champion, Boring                                    | Manwa, Hemnani                          | 4:38  |
| 5.  | 2Pac   | Vann, I. Simpson                                                                        | Kiko Merley                             | 1:02  |
| 6.  | Skit 1 | I. Simpso, Robert Ontenient, Manwa                                                      | Hemnani                                 | 0:19  |
| 7.  | Fake   | I. Simpson, Vann, Wood, D. Simpson, Isaiah Merriweather                                 | Q3                                      | 4:36  |
| 8.  | Bank   | I. Simpson, D. Simpson, Vann                                                            | Manwa, Hemnani                          | 3:16  |
| 9.  | Skit 2 | I. Simpson, Ontenient, Manwa                                                            | Hemnani                                 | 0:16  |
| 10. | Trip   | I. Simpson, Vann, D. Simpson, Boring                                                    | Hemnani, Kiko Merley                    | 3:23  |
| 11. | Swim   | I. Simpson, Wood, D. Simpson, Boring                                                    | Hemnani, Q3                             | 3:33  |
| 12. | Bump   | I. Simpson, Vann, Wood, Champion, D. Simpson                                            | Hemnani, Joba                           | 2:38  |
| 13. | Cash   | I. Simpson, Wood, Vann, Boring, D. Simpson                                              | Hemnani, Manwa                          | 3:15  |
| 14. | Skit 3 | I. Simpson, Ontenient, Manwa                                                            | Hemnani                                 | 0:39  |
| 15. | Milk   | I. Simpso, Vann, Wood, Champion, D. Simpson                                             | Hemnani, Q3                             | 4:55  |
| 16. | Face   | Vann, Boring, D. Simpson, Champion                                                      | Kiko Merley                             | 4:19  |
| 17. | Waste  | Ciarán McDonald                                                                         | Bearface, Rome Gomez                    | 2:34  |

Notes
- Tous les titres sont stylisés en majuscule.
- Heat contient un sample de Flowing Like a Snake in Ophiuchus’ Arms de Clap!Clap![6].

## Classements hebdomadaires
| Classement (2017)                    | Meilleure position |
| ------------------------------------ | ------------------ |
| Nouvelle-Zélande (Heatseeker Albums) | 8                  |